# Lenschütz

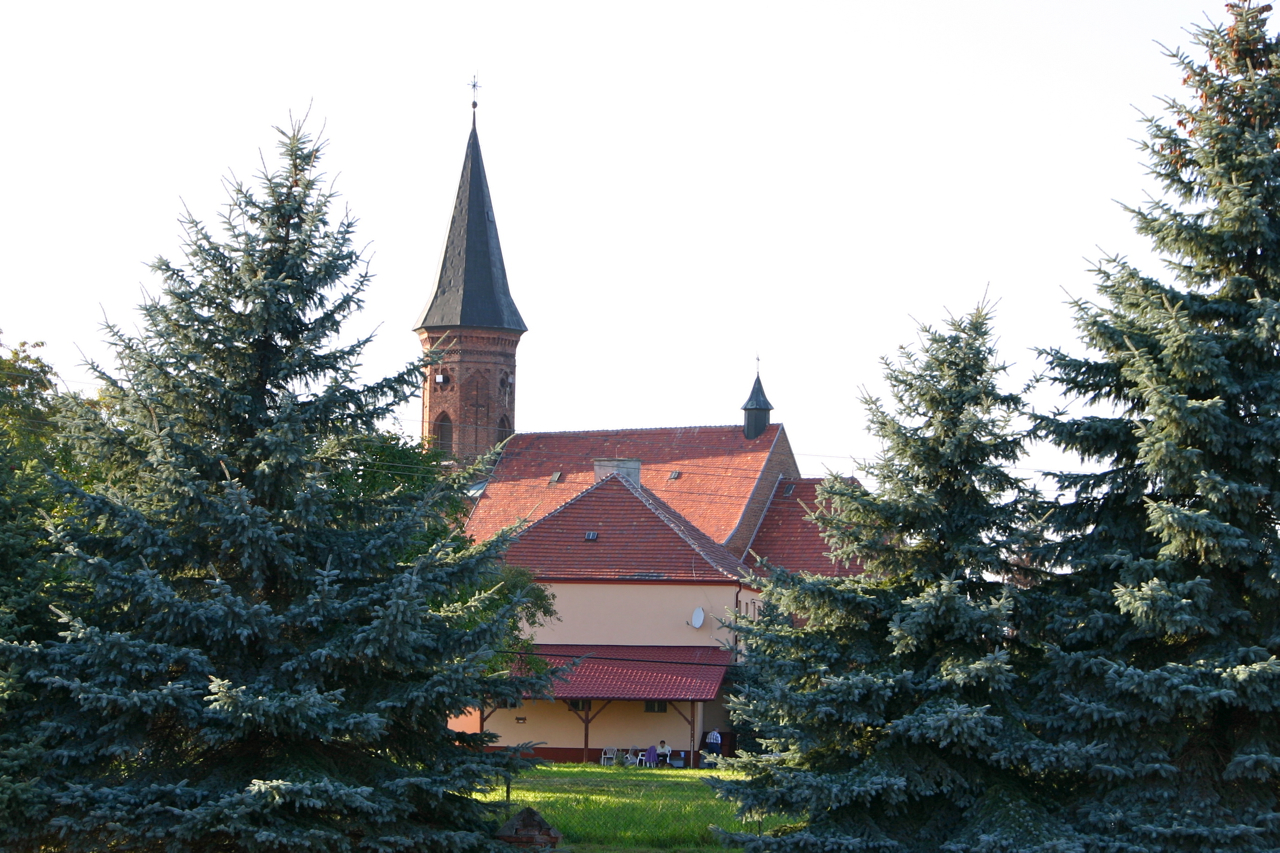
Die Kirche

Lenschütz, polnisch Łężce ist ein Ort mit 770 Einwohnern in der Landgemeinde Reinschdorf (Reńska Wieś) im Powiat Kędzierzyńsko-Kozielski der Woiwodschaft Opole in Polen.

## Geschichte
Das Gebiet um Lenschütz wurde wie der Rest Schlesiens schon früh von Germanen wie den Silingern und Lugiern besiedelt, um 500 siedelten hier auch slawische Völker wie die Slensanen und Opolanen. 1054 wurde Lenschütz wie auch der Rest Schlesiens polnisch. Lenschütz wurde urkundlich erstmals am 27. Januar 1286 erwähnt. An diesem Tag beurkundete der Breslauer Bischof Thomas II. zu Ratibor, dass dem Herzog Kasimir II. von Beuthen und Cosel für bewiesene Treue der Malterzehnt in Lenschütz zusteht. Sich und seinen Nachfolgern behielt der Bischof statt des Zehnten nur einen Vierdung in Lenschütz vor. Es gehörte zum Herzogtum Cosel, dessen Herzöge ihr Gebiet 1289 freiwillig als ein Lehen an die Krone Böhmen übergaben, die 1526 an die Habsburger in ihrer Eigenschaft als Könige von Böhmen gelangte. Im 18. Jahrhundert gehörte das Dorf den Freiherren von Trach, davor den Grafen von Gaschin. Nach dem Ersten Schlesischen Krieg 1742 fiel es mit dem größten Teil Schlesiens an Preußen. Georg Franz Freiherr von Trach, der Lenschütz von seinem Vater 1744 geerbt hatte, war in den Jahren 1750–1770 Landrat des Kreises Cosel. 1788 gelangte das Rittergut Lenschütz an die Freiherren von Gruttschreiber. 1803 erwarben die Grafen Pückler Lenschütz. Bei der Wahl um die Zukunft Oberschlesiens 1921 stimmte die Mehrheit (478 Stimmen) für den Verbleib bei Deutschland, nur 91 wollten zu Polen gehören, eine Stimme wurde für ungültig erklärt. Das Rittergut Lenschütz blieb bis 1929 im Eigentum der verschiedenen Linien der Herren Pückler. In diesem Jahr erwarb es Norbert Wünsche, der das Gut Lenschütz seit 1914 gepachtet hatte. Am 16. März 1945 wurde Lenschütz durch die Rote Armee eingenommen. In Lenschütz wurde allerdings keine starke Vertreibungspolitik betrieben wie in Niederschlesien, da dies ja ein Teil des oberschlesischen Mischgebietes war. Als Folge des Zweiten Weltkriegs fiel es 1945 unter polnische Verwaltung. Seit dem 11. Januar 2011 ist auch der deutsche Ortsname Lenschütz amtlich.

## Einwohnerentwicklung
| Jahr          | 1830 | 1855 | 1861 | 1929 | 1945 | 1946 | 1960 | 2003 | 2006 |
| Einwohnerzahl | 498  | 659  | 750  | 929  | 1128 | 1026 | 949  | 703  | 790  |

## Sehenswürdigkeiten

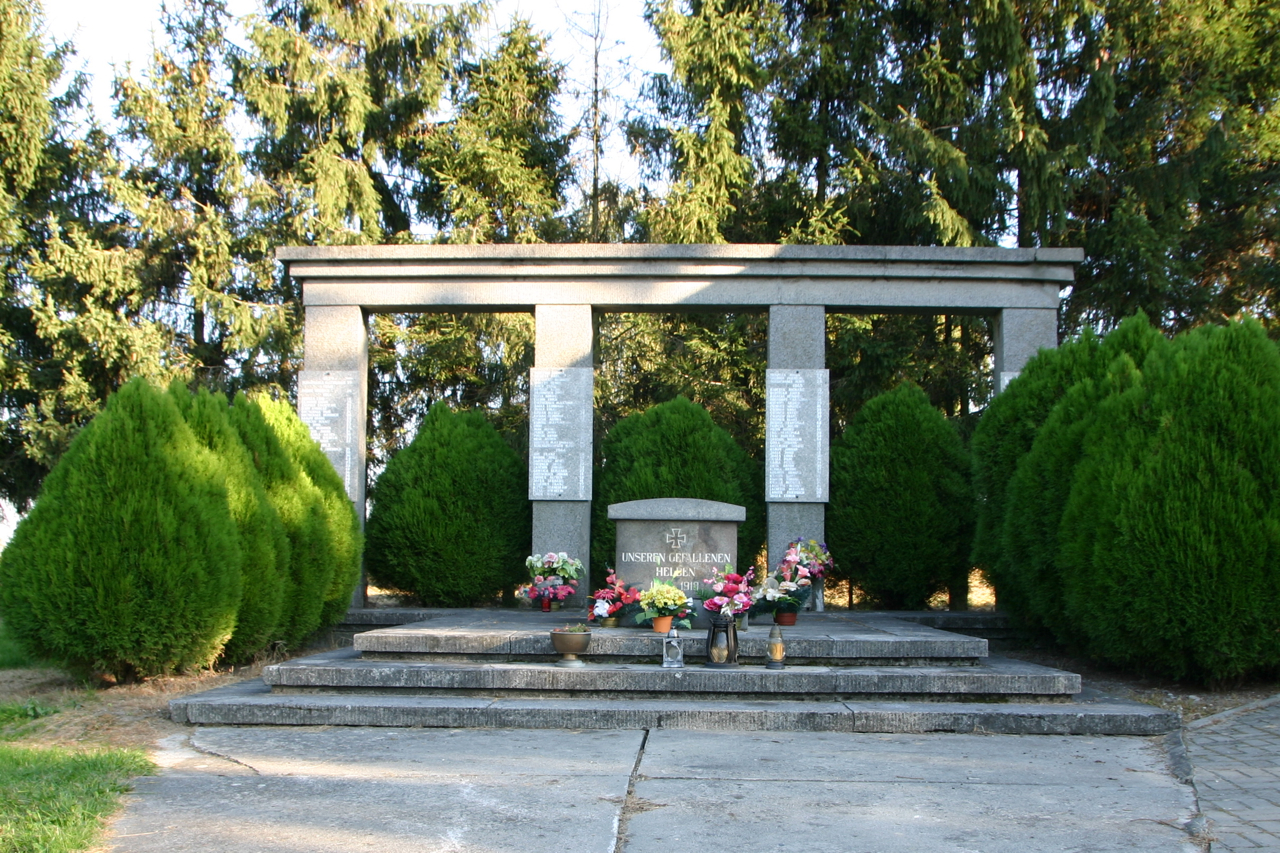
Denkmal für die Opfer der Weltkriege

- Pfarrkirche Mariä Heimsuchung, neugotisch, 1852 erbaut, 1945 zerstört und 1947 wiederaufgebaut
- Denkmal der deutschen Opfer des Ersten und Zweiten Weltkrieges auf dem Friedhof
- Mehrere ehemalige Gutshäuser